# Taphozous achates
Taphozous achates — є одним з видів мішкокрилих кажанів родини Emballonuridae.

## Поширення
Країни поширення: Індонезія, Східний Тимор. Цей вид мешкає в прибережних і низинних районах, нижче 1000 м над рівнем моря, точний висотний діапазон невідомий. Спочиває в печерах.

## Загрози та охорона
Основні загрози невідомі. Цей вид зустрічається в охоронних районах по всьому ареалу.